# Corella (cohete)
Corella fue un cohete sonda australiano de dos etapas y propulsado por combustible sólido. La primera etapa consistía en un Gosling 1, y la segunda en un Dorado.
Se lanzaron dos Corella en total desde Woomera, ambos exitosos, el 4 de diciembre de 1975 y el 29 de abril de 1976.

## Especificaciones
- Apogeo: 220 km
- Empuje en despegue: 152 kN
- Masa total: 400 kg
- Diámetro: 0,26 m
- Longitud total: 6 m